# Лазерная опорная звезда

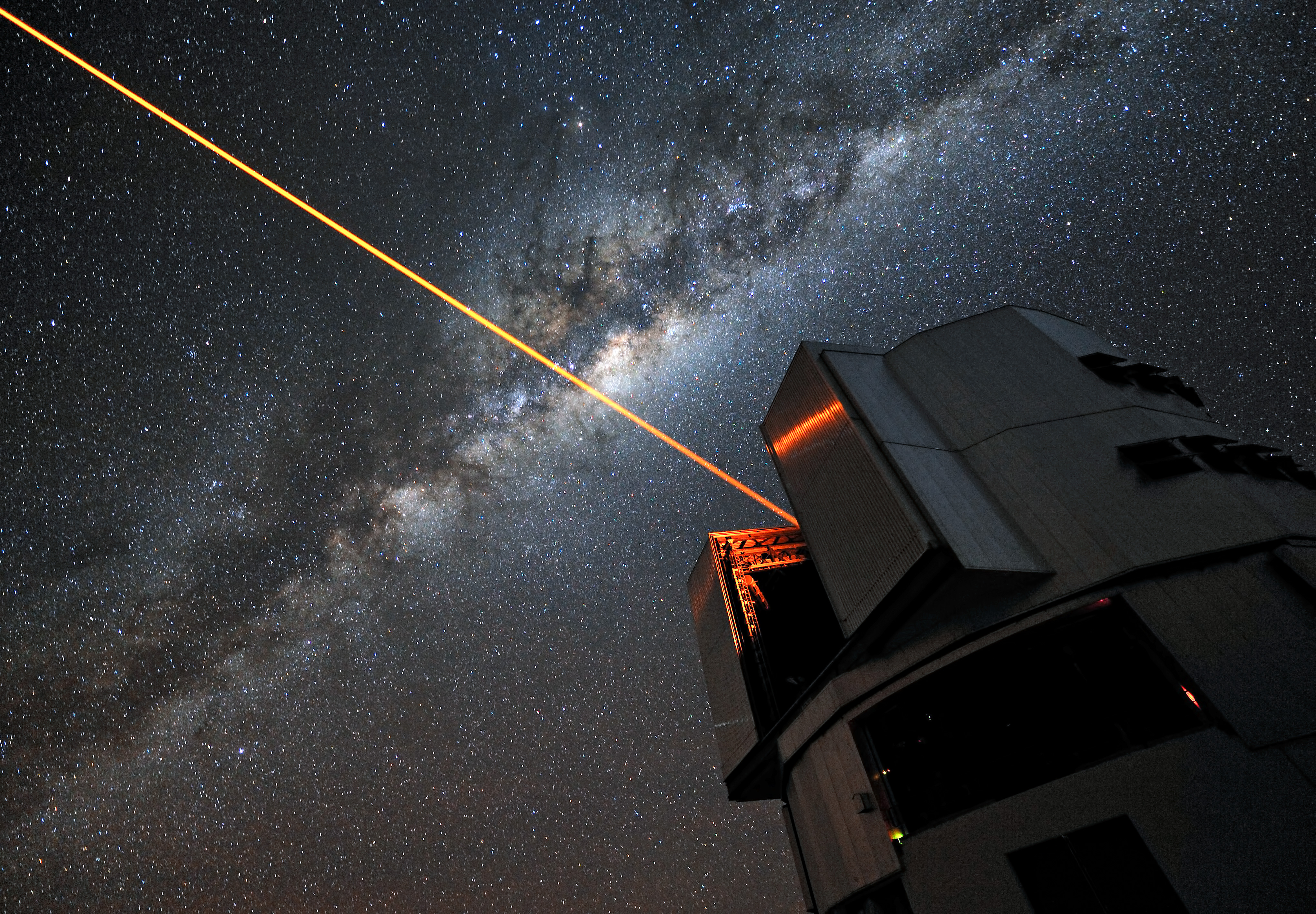
Лазерный луч, зажигающий опорную звезду на телескопе VLT

Лазерная опорная звезда — искусственно создаваемая в мезосфере светящаяся точка, служащая для минимизации искажений наблюдаемых объектов, вызванных турбулентностью атмосферы.
Лазерная опорная звезда является важной частью адаптивных оптических систем, для работы которых требуется наличие опорной звезды, располагающейся на малом угловом расстоянии от наблюдаемого объекта.

## Виды ЛОЗ

### Натриевая опорная звезда
Получается путём возбуждения атомов натрия лазерным лучом с длиной волны 589 нм, на высоте около 90 км.

### Рэлеевская опорная звезда
ЛОЗ, создаваемая с использованием эффекта рэлеевского рассеяния на высоте 10—20 км.
В данный момент считается устаревшей, поскольку не позволяет учесть турбулентность значительной толщи вышележащего слоя атмосферы.